# Guilherme Ramos
Guilherme Magro Pires Ramos (Lisbona, 11 agosto 1997) è un calciatore portoghese, difensore del Santa Clara, in prestito dall'Amburgo.

## Carriera
Prodotto delle giovanili dello Sporting Lisbona, dal 2015 al 2018 ha giocato alcuni incontri con la squadra riserve nella seconda divisione portoghese. Nel 2018 viene ceduto in prestito al Mafra, altro club della seconda divisione portoghese. L'anno successivo, si trasferisce a titolo definitivo al Feirense, dove disputa due stagioni in seconda divisione. Nell'estate del 2021 firma con i tedeschi dell'Arminia Bielefeld.

## Statistiche

### Presenze e reti nei club
Statistiche aggiornate al 24 novembre 2023.
| Stagione                  | Squadra                   | Campionato                | Campionato | Campionato | Coppe nazionali | Coppe nazionali | Coppe nazionali | Coppe continentali | Coppe continentali | Coppe continentali | Altre coppe | Altre coppe | Altre coppe | Totale | Totale |
| Stagione                  | Squadra                   | Comp                      | Pres       | Reti       | Comp            | Pres            | Reti            | Comp               | Pres               | Reti               | Comp        | Pres        | Reti        | Pres   | Reti   |
| ------------------------- | ------------------------- | ------------------------- | ---------- | ---------- | --------------- | --------------- | --------------- | ------------------ | ------------------ | ------------------ | ----------- | ----------- | ----------- | ------ | ------ |
| 2015-2016                 | Sporting Lisbona B        | LdH                       | 0          | 0          |                 | -               | -               |                    | -                  | -                  |             | -           | -           | 0      | 0      |
| 2016-2017                 | Sporting Lisbona B        | LdH                       | 5          | 0          |                 | -               | -               |                    | -                  | -                  |             | -           | -           | 5      | 0      |
| 2017-2018                 | Sporting Lisbona B        | LdH                       | 5          | 0          |                 | -               | -               |                    | -                  | -                  |             | -           | -           | 5      | 0      |
| Totale Sporting Lisbona B | Totale Sporting Lisbona B | Totale Sporting Lisbona B | 10         | 0          |                 | -               | -               |                    | -                  | -                  |             | -           | -           | 10     | 0      |
| 2018-2019                 | Mafra                     | LdH                       | 19         | 1          | CP+CdL          | 1+0             | -               |                    | -                  | -                  |             | -           | -           | 20     | 1      |
| 2019-2020                 | Feirense                  | LdH                       | 15         | 2          | CP+CdL          | 2+1             | 1+0             |                    | -                  | -                  |             | -           | -           | 18     | 3      |
| 2020-2021                 | Feirense                  | LdH                       | 30         | 2          | CP              | 1               | 0               |                    | -                  | -                  |             | -           | -           | 31     | 2      |
| Totale Feirense           | Totale Feirense           | Totale Feirense           | 45         | 4          |                 | 4               | 1               |                    | -                  | -                  |             | -           | -           | 49     | 5      |
| 2021-2022                 | Arminia Bielefeld         | BL                        | 13         | 0          | CG              | 2               | 0               |                    | -                  | -                  |             | -           | -           | 15     | 0      |
| 2022-2023                 | Arminia Bielefeld         | ZL                        | 23         | 1          | CG              | 2               | 0               |                    | -                  | -                  |             | -           | -           | 25     | 1      |
| Totale Arminia Bielefeld  | Totale Arminia Bielefeld  | Totale Arminia Bielefeld  | 36         | 1          |                 | 4               | 0               |                    | -                  | -                  |             | -           | -           | 40     | 1      |
| 2023-2024                 | Amburgo                   | ZL                        | 22         | 1          | CG              | 3               | 0               | -                  | -                  | -                  | -           | -           | -           | 13     | 1      |
| Totale carriera           | Totale carriera           | Totale carriera           | 136        | 7          |                 | 12              | 1               |                    | -                  | -                  |             | -           | -           | 148    | 8      |